# Fruela de Cantabria
Fruela de Cantabria o Fruela Pérez (c. 708-c. 756) era el segundo hijo del duque Pedro de Cantabria y hermano del rey Alfonso I de Asturias. Fue padre de los reyes Aurelio y Bermudo I.

## Biografía
Según las versiones Rotense y Sebastianense de la Crónica de Alfonso III, acompañó a su hermano, el rey Alfonso, en las incursiones contra los invasores musulmanes, logrando tomar varias ciudades, como Lugo, Tuy, Oporto, Braga, Viseo, Chaves, Ledesma y muchos otros lugares.

## Descendencia
Era el padre de:
- Bermudo I de Asturias, padre de Ramiro I.[1]
- Aurelio de Asturias.[1]
- Una hija, de nombre desconocido, que contrajo matrimonio con un alavés llamado Lope. Fueron los padres de la reina Munia de Álava, la esposa del rey Fruela I de Asturias.[5]